# Mauro Bussani
Mauro Bussani (Trieste, 14 dicembre 1959) è un giurista italiano.
Mauro Bussani (nato da Jolanda Evangelisti, una sarta, e Nereo "Dino" Bussani, un dipendente della Croce Rossa e sindacalista) è professore di diritto comparato presso la Facoltà di giurisprudenza dell’Università degli studi di Trieste, e adjunct professor alla Facoltà di giurisprudenza dell’Università di Macao, Regione Autonoma Speciale (R.A.S.) della Repubblica Popolare Cinese. Nel 2019 è stato insignito del titolo di Dottore di ricerca honoris causa da parte della Facoltà di giurisprudenza dell’Università di Friburgo, in Svizzera.
La ricerca di Mauro Bussani si concentra, fra gli altri temi, su il diritto comparato dei contratti, della responsabilità civile e delle garanzie mobiliari, il diritto privato europeo e l’armonizzazione giuridica, i diritti umani comparati, e la globalizzazione giuridica.

## Biografia
Mauro Bussani si laurea nel 1982, a pieni voti con lode, presso la facoltà di giurisprudenza dell’Università di Trieste. Ricercatore presso l’ateneo triestino dal 1989, si trasferisce a Trento dove, nel 1995, diventa professore associato. Nel 2000 torna presso la Facoltà di giurisprudenza di Trieste quale professore ordinario di diritto comparato.
Durante la sua carriera, Mauro Bussani è stato invitato a presentare i suoi lavori in università e altre istituzioni accademiche del mondo, in molte delle quali ha ricoperto pure incarichi di insegnamento. È attualmente membro dei consigli scientifici di riviste scientifiche di prestigio internazionale, oltre che membro di associazioni e istituzioni dedicate alla ricerca in ambito comparatistico.

## Riconoscimenti professionali
I lavori di Mauro Bussani sulla nozione e il ruolo della colpa soggettiva sono stati pubblicati in italiano, francese e inglese, e tradotti in portoghese, mentre gli studi da lui condotti assieme a Vernon Valentine Palmer (Tulane U., La.) sulla risarcibilità extracontrattuale dei danni puramente economici – uno dei quali è stato tradotto in cinese dalla casa editrice di Pechino China Law Press – sono presenti in oltre mille biblioteche, sparse in tutte il mondo.
Ugualmente importante è stata la sua contribuzione al diritto comparato delle garanzie mobiliari e al diritto comparato dei contratti, come è dimostrato, fra l’altro, dal fatto che Bussani è stato invitato due volte a partecipare a progetti europei finanziati dalla Commissione Europea sull’armonizzazione del diritto contrattuale.
Con Ugo Mattei (Hastings College, California, e Università di Torino), Bussani ha sviluppato una metodologia comparatistica, che fonde gli insegnamenti di due maestri del diritto comparato, Rudolf B. Schlesinger e Rodolfo Sacco. Questa nuova metodologia ha trovato espressione nel progetto ‘Il Nucleo Comune del Diritto Privato Europeo / The Common Core of European Private Law’, un progetto di ricerca il cui scopo è di individuare, attraverso un approccio fondato sull’uso di questionari fattuali, il nucleo comune (common core) del diritto privato europeo, evidenziando quanto di comune, e di differente, esiste a livello operativo fra i sistemi giuridici europei. I risultati del progetto, cui partecipano più di trecento giuristi, europei e non, sono pubblicati dalla casa editrice Cambridge University Press in una serie peer-reviewed intitolata “The Common Core Project of European Private Law” e diretta dai Bussani e Ugo Mattei.
Negli ultimi anni, Bussani ha rivolto la sua attenzione comparatistica a temi più vicini al diritto pubblico internazionale, quali il diritto internazionale della finanza, i diritti umani comparati, e la globalizzazione giuridica.

## Principali pubblicazioni
Quale autore o co-autore, Mauro Bussani ha pubblicato in italiano, inglese e francese oltre venti volumi e più di centoquaranta articoli, molti dei quali sono stati tradotti in portoghese, spagnolo, serbo, turco, cinese, giapponese, e coreano.
Quanto segue è una selezione delle principali pubblicazioni di Mauro Bussani.
- Responsabilidad civil y garantías reales. Estudios de derecho comparado (con M. Infantino), Ediciones Olejnik, 2016
- Comparisons in Legal Development. The Impact of Foreign and International Law on National Legal Systems (cur., con L. Heckendorn Urscheler), Schulthess, 2016
- Comparative Tort Law. Global Perspectives (cur., con A.J. Sebok), Edward Elgar, 2015
- European Private Law. A Handbook (cur., con F. Werro), Staempfli-Bruylant-Carolina Ac. Press-Ant. N. Sakkoulas-Sellier, 2009, vol I, e 2014, vol II
- Il diritto italiano in Europa (1861-2014) (cur.), Annuario di diritto comparato e di studi legislativi, vol. V, E.S.I., 2014
- Cambridge Companion to Comparative Law (cur., con U. Mattei), CUP, 2012
- Il diritto dell'Occidente. Geopolitica delle regole globali, Einaudi, 2010
- Pure Economic Loss: New Horizons in Comparative Law (cur., con V.V. Palmer), Routledge-Cavendish, 2008
- European Tort Law. Eastern and Western Perspectives (cur.), Staempfli, 2007
- Pure Economic Loss in Europe (cur., con V.V. Palmer), CUP, 2003 – versione cinese pubblicata da Law Press China, 2005
- As peculiaridades da noção de culpa: um estudo de direito comparado, Livraria do Advogado, 2000
- Diritto, giustizia ed interpretazione (cur., con J. Derrida e G. Vattimo), Laterza, 1998
- Proprietà-garanzia e contratto. Formule e regole nel leasing finanziario, Quaderni del Dipartimento di Scienze giuridiche, 1995
- La colpa soggettiva. Modelli di valutazione della condotta nella responsabilità extracontrattuale, Cedam, 1991
- I contratti nuovi. Leasing, Factoring, Franchising (with P. Cendon), Giuffré, 1989